# Новая Берёзовка (Орловская область)
Но́вая Берёзовка — упразднённый посёлок, существовавший на территории Дмитровского района Орловской области до 1969 года. На момент упразднения входил в состав Бородинского сельсовета.

## География
Располагался в 18 км к северу от Дмитровска и в 3,5 км от границы с Брянской областью.

## История
В 1926 году в посёлке было 14 дворов, проживало 70 человек (33 мужского пола и 37 женского). В то время Новая Берёзовка входила в состав Работьковского сельсовета Волконской волости Дмитровского уезда Орловской губернии. С 1928 года в составе Дмитровского района. В 1937 году в посёлке было 11 дворов. Во время Великой Отечественной войны, с октября 1941 года по август 1943 года, находился в зоне немецко-фашистской оккупации (территория Локотского самоуправления). После упразднения Работьковского сельсовета в 1954 году Новая Берёзовка была передана в Бородинский сельсовет. Упразднена 17 января 1969 года.

## Население
| Годы      | 1926 |
| --------- | ---- |
| Население | 70   |